# Онгапось
Онгапо́сь (чув. Ункăпуç) — деревня в Чебоксарском районе Чувашской Республики России. Входит в состав Вурман-Сюктерского сельского поселения.

## География
Деревня находится в северной части Чувашии, в пределах Чувашского плато, в зоне хвойно-широколиственных лесов, вблизи истока реки Унги, к югу от автодороги М7, на расстоянии примерно 14 километров (по прямой) к северо-западу от посёлка городского типа Кугеси, административного центра района. Абсолютная высота — 192 метра над уровнем моря.

### Климат
Климат характеризуется как умеренно континентальный, с умеренно морозной зимой и тёплым летом. Среднегодовая температура воздуха — 2,9 °С. Средняя температура воздуха самого тёплого месяца (июля) — 16,5 — 19,5 °C (абсолютный максимум — 37 °C); самого холодного (января) — −13 °C (абсолютный минимум — −44 °C). Среднегодовое количество осадков составляет около 513 мм, из которых 70 % выпадает в тёплый период.

### Часовой пояс
Деревня Онгапось, как и вся Чувашия, находится в часовой зоне МСК (московское время). Смещение применяемого времени относительно UTC составляет +3:00.

## Население
| 2010 | 2012 |
| ---- | ---- |
| 355  | ↘311 |

### Половой состав
По данным Всероссийской переписи населения 2010 года в гендерной структуре населения мужчины составляли 47,9 %, женщины — соответственно 52,1 %.

### Национальный состав
Согласно результатам переписи 2002 года, в национальной структуре населения чуваши составляли 100 % из 323 чел.